# Stiria olivalis
Stiria olivalis là một loài bướm đêm trong họ Noctuidae.